# Euratella puncturata
Euratella puncturata är en ringmaskart som först beskrevs av Augener 1918.  Euratella puncturata ingår i släktet Euratella och familjen Sabellidae. Inga underarter finns listade i Catalogue of Life.